# Смирнов, Борис Александрович (художник)
Борис Александрович Смирно́в (1903—1986) — советский художник, архитектор и дизайнер, фотограф, педагог, публицист. Заслуженный художник РСФСР (1968), художник-классик и новатор, а также теоретик декоративно-прикладного искусства, один из создателей отечественной школы художественного стекла.

## Биография
Б. А. Смирнов родился в Санкт-Петербурге в 1903 году. В 1912 году был принят в подготовительный класс гимназии Петришуле. Окончил школу в 1920 году и поступил на архитектурный факультет ленинградского ВХУТЕИНа (1920—1928) в класс И. А. Фомина. В 1920‒1930-х проектировал бытовые предметы (включая родильные кровати и кресла для кинотеатров), интерьеры, промышленные и общественные здания, выполнял иллюстрации. Подвергся критике за увлечение конструктивизмом, отказался от архитектуры.
В годы войны, с марта 1942 г.— инженер-капитан, руководитель маскировочной лаборатории при Штабе КБФ. В тяжелых условиях блокадного Ленинграда занимается камуфляжем военных и гражданских объектов, разработками новых приемов маскировки, обучением офицеров флота маскировочным технологиям. В июне 1945 был направлен штабом Балтийского флота в командировку по изучению и фиксации германской маскировки. Исследовались все военные объекты балтийского побережья от Кёнигсберга до Ростока, был сделан ряд фотографий и блокнотных зарисовок, в том числе — городских руин. 
С 1948 работал в области художественного стекла и художественного конструирования в оптическом приборостроении, выступал как оформитель выставок, художник-график и акварелист, позже работал с керамикой и фарфором. Основатель ленинградской школы художественного стекла. 
На протяжении жизни занимался фотографией (в том числе, ему принадлежат фотографии Ленинградской блокады), его фотоработы представляют собой редкий образец отечественной сюрреалистической фотографии и были широко показаны лишь после смерти художника.

### Семья
- Внук — Александр Теребенин (1959—2021), советский и российский фотограф, художник[4].

## Творческая манера
Для Смирнова характерно стремление органически связать изобразительные (часто сюжетные) элементы декора с формой и назначением предмета. Смирнов является самой яркой фигурой отечественного художественного стеклоделия: он генерирует производственные и творческие идеи, создаёт произведения, ставшие классикой декоративно-прикладного искусства. В своём зрелом творчестве Смирнов, изобретательно разрешая художественные и практические задачи, часто демонстрирует парадоксальное, неожиданное, опережающее своё время понимание функции изделий. В 1967 г. Б. А. Смирнов произвел сенсацию на официальной отчетной выставке Ленинградского отделения Союза художников РСФСР, показав композицию «Праздничный стол». Она состояла из более 140 предметов из разноцветного стекла, демонстративно отрицающих утилитарную функцию. Вместе они создавали образ яркого и веселого праздничного застолья. Критика обвинила художника в создании антивещей и пропаганде «артистического индивидуализма и художественного самовыражения».

## Педагогическая деятельность
Преподавал в Ленинградском институте живописи, скульптуры и архитектуры им. И. Е. Репина (1946‒1948). В 1952 г. в Ленинградском высшем художественно-промышленном училище им. В. И. Мухиной была создана кафедра художественного стекла и пластмасс. Её возглавил Б. А. Смирнов и руководил ей до 1955 г. В 1963 г. переехал в Москву, преподавал в Московской государственной художественно-промышленной академии имени С. Г. Строганова.
Ученики: Г. А. Антонова, С. М. Бескинская, А. М. Остроумов, Фидаиль Ибрагимов

## Книги и публикации
- Художник о природе вещей. Л: Художник РСФСР, 1970.
- «Театр-Кино-Цирк». Монограмма по нормированию. Совместно с Б. Г. Крейцер. «Госстройиздат» Ленинград-Москва. 1933 г.
- «Эвакуация сооружений». Совместно с С. А. Кауфман и Б. Г. Крейцер. Госиздат Стандартизации и Рационализации. Москва. 1934 г.
- Акушерский комплекс. Совместно с Б. Г. Крейцер. Ленпроект. Ленинград. 1935 г.
- Операционный комплекс. Совместно с Б. Г. Крейцер. Ленпроект. Ленинград. 1935 г.
- Приемный покой. При участии врача Некрасова. Ленпроект. Ленинград. 1935 г.
- Физеотерапевтический комплекс. При участии врача Айзиковича. Ленпроект. Ленинград. 1935 г.
- Рентгено-комплекс. Совместно с Б. Г. Крейцер и врачами. Материалы по больничному проектированию. 1935 г.
- Методология исследовательской работы для целей нормирования архитектурных сооружений. ВАХ НИА Каб. арх.-проект. норм. 1936 г.
- Нормы сценической части сооружений. ИННОРС. 1936 г.
- Нормы кино-аппаратного комплекса. ИННОРС. 1936 г.
- Программы зрелищных сооружений. ИННОРС. 1936 г.
- «Процессы кино-театров». Арх. руководство по проектированию кино-театров. Совместно с Б. И. Пятуниным и Б. Г. Крейцер. Архитект. Секция НИИКС’а У. К. Напечат. для внутр. пользован. 1936 г.
- «Оптика и акустика» Совместно с Б. И. Пятуниным и Б. Г. Крейцер. Архитект. Секция НИИКС’а У. К. Напечат. для внутр. пользован. 1936 г.
- Стандартная витрина. Совместно с Б. И. Пятуниным и Б. Г. Крейцер. Архитект. Секция НИИКС’а У. К. Напечат. для внутр. пользован. 1936 г.
- Типовые образцы зрительных кресел. Образцы исполнялись Лесотехнической Академией в Ленинграде, находятся в Научно-Исслед. Институте Кинематографии в Москве. Расчеты, рабочие чертежи и построенные образцы зрительных кресел. 1937 г.
- Зрительское место (для кинозал). Справочник к проектированию. Напечат. для внутр. пользования. 1937 г.
- Специальное оборудование акушерских учреждений. Гос. Центр. Научно-Исслед. Акушерско-Гинекол. Инст. Рукопись 1939 г.
- Городской кино-театр — Монография-справочник по проектированию. ВАХ. Рукопись 1941 г
- Проблемы видимости в кино-театрах. (Руководство к проектированию зрительных мест, новый метод расчета кривых видимости, применительно для театров, кино-театров, стадионов). Академия Архитектуры СССР. Напечатано для внутреннего пользования.
- Справочник по цвету для внутренней окраски помещений малоэтажного строительства. Совместно с художниками В. Э. Несмеловой, Хмелевской и арх. Б. И. Пятуниным. Напечатано для внутриучрежденческого пользования. 1949 г.
- «Архитектурное стекло» научное сообщение. Ленинградская Академия Архитектуры СССР. Рукопись 1949 г.
- Каталог-справочник по художественно-архитектурному стеклу. Пособие к проектированию декоративно-архитектурных изделий из стекла. Ленфилиал Академии Архит. СССР. Рукопись 1950 г.
- «Художественное стекло и его применение в архитектуре». Монография — глава «Художественно-декоративные особенности стекла». Гос. Издательство литературы по строительству и архитектуре. Ленинград-Москва. 1953 г.
- Основные вопросы архитектуры оптико-механических приборов. Статья в сборнике по архитектуре оптико-механических приборов. ГОИ Ленинград. Рукопись 1953 г.
- Программа курса композиции. Отделение стекла и пластмассы ЛВХПУ им. Мухиной. Рукопись 1953 г.
- Некоторые соображения по проблеме типического в искусстве художественной промышленности. ЛВХПУ им. Мухиной. 1953 г.
- Специфика творческой работы в области декоративно-художественного стеклоделия. Доклад на всесоюзной научной конференции Академии Художеств СССР по вопросу повышения художественного качества предметов массового потребления. Рукопись 1954 г.
- «Художественные возможности стекла». Журнал «Стекло и керамика» № 10 1955 г.
- «Изделия художественной промышленности из стекла». Доклад на конференции Прибалтийских республик по декоративно-прикладному искусству в г. Таллине. 1955 г.
- «О художественных качествах предметов бытового обихода», глава в сборнике «ворческие проблемы советской архитектуры». Издательство литературы по строительству и архитектуре. Ленинград — Москва. 1955 г.
- «Современное состояние художественного стеклоделия в Советском Союзе» по материалам выставки Прикладного и декоративного искусства РСФСР в Москве (январь 1957 г.). Доклад на конференции. Министерство Культуры РСФСР. Москва. 1957 г.
- «Влияние технического прогресса на художественные качества изделий массового промышленного производства». Статья для сборника трудов преподавательского состава. Статья была зачитана на научн. исслед. конференции ЛВХПУ в июне. ЛВХПУ им. Мухиной. 1957 г.
- «Художественный облик вещи и способ её изготовления». Статья в журнале. "Декоративное искусство СССР № 1. 1958 г.
- «Положение специального художественно-промышленного образованя в Чехословакии». Доклады. ЛВХПУ им. Мухиной, Правление ССХ СССР в Москве, Ленинградский Союз Художников. 1959 г.
- «Оптические приборы» статья. "ДИ СССР № 7 1961 г.
- «Ювелирные изделия из стекла». Доклад и демонстрация опытных изделий на всесоюзной конференции по ювелирной промышленности. Виалегпром Госплана СССР. Москва. 1961 г.
- «Ювелирные изделия из стекла». Статья. «Новые товары». № 5 1961 г.
- «О изделиях быта из стекла». Лекция. Общество по распространению политических и научных знаний. 1961 г.
- «Из опыта». Статья. Сборник Академии Художеств СССР. 1962 г.
- «О вкусе» — выступление по Всесоюзному радио. 1962 г.
- «Художник в промышленности». Доклад. "-я всероссийская конференция критиков и искусствоведов. 1962 г.
- «Советская керамика» — статья для монографии по всемирной выставке керамики в Праге. «Артия». Прага. 1962 г.
- Лекция на промышленных предприятиях и в технических ВУЗ’ах Ленинграда по вопросам промышленной эстетики. Ленинградский институт повышения квалификации. 1961—1962 г.
- Методические записки по курсу композиции на кафедре керамики и стекла. ЛВХПУ им. Мухиной.
- Б.Смирнов. «Советская культура». 25 июня 1963 г.
- А.Павлинская, Л.Княжинский, Б.Смирнов. Ленинградское художественное стекло. «Художник РСФСР». Ленинград. 1966 г.
- Говорят специалисты. Б.Смирнов. ДИ СССР 1/134 1969 стр.33. «Советский художник». Москва.
- Б.Смирнов. ХУДОЖНИК О ПРИРОДЕ ВЕЩЕЙ. «Художник РСФСР». Ленинград. 1970 г.
- Борис Смирнов. «Привлечь к размышлению, удивить неожиданностью, разбудить воображение…». ДИ СССР 2/231 1977. «Советский художник». Москва.

## Награды и премии
- Золотая медаль Всемирной выставки в Брюсселе (1958) — за дизайн экспозиции оптического стекла
- Заслуженный художник РСФСР (1968)
- Государственная премия РСФСР имени И. Е. Репина (1979) — за создание серийных и уникальных изделий из хрусталя на ЛЗХС
- Орден Красной звезды (1945)
- Медаль « За оборону Ленинграда» (1942).

## Память
В 2020 году в рамках просветительского проекта «Сохранённая культура» в Санкт-Петербурге был снят документальный фильм-расследование «Архитектура блокады», посвященный маскировке Ленинграда в годы Великой Отечественной войны. Главными героями фильма  стали ленинградские архитекторы, оставшиеся в городе во время блокады. Среди них — главный архитектор Ленинграда Николай Баранов, его заместитель Александр Наумов и руководитель Государственной инспекцией по охране памятников архитектуры в Ленинграде (ныне — КГИОП Санкт-Петербурга)  Николай Белехов, а также архитектор, художник, мастер художественного стекла Борис Смирнов.
Автором идеи и продюсером проекта выступил внук архитектора Александра Наумова, петербургский юрист и ученый Виктор Наумов, режиссёр — Максим Якубсон. В съемках фильма принял участие внук Бориса Смирнова — петербургский художник Александр Теребенин. 
Премьера фильма состоялась в петербургском киноцентре «Дом кино» 27 января 2020 года — в День полного освобождения Ленинграда от фашистской блокады.